# Ceramius hispanicus
Ceramius hispanicus är en stekelart som beskrevs av Dusmet 1909. Ceramius hispanicus ingår i släktet Ceramius och familjen Masaridae. Inga underarter finns listade.